# Hammond Innes
Ralph Hammond Innes (15. juli 1913 – 10. juni 1998) var engelsk forfatter, der skrev både romaner, børne- og rejsebøger.
Han blev født i Horsham i Sussex og blev uddannet på Cranbrook School i Kent. I 1931 begyndte han at arbejde som journalist for Financial Times (der på det tidspunkt hed Financial News). Hans første roman, The Doppelganger, udkom i 1937. Under 2. verdenskrig gjorde han tjeneste i artilleriet og endte med at blive major. Flere af hans bøger udkom under krigen, bl.a. Wreckers Must Breathe (dansk titel Ubåd søger natkvarter), The Trojan Horse og Attack Alarm; den sidstnævnte var baseret på Innes' oplevelser under Slaget om England. Efter at have forladt militæret i 1946 arbejdede han som forfatter på fuld tid og fik tidligt succes. Hans romaner er kendetegnet ved deres detaljerigdom i beskrivelsen af steder, som det f.eks. ses i Air Bridge (dansk titel Luftbroen).
Innes brugte en fast arbejdsmetode – seks måneders rejser og research og så seks måneders skrivning. Mange af hans romaner har med havet at gøre. Hans produktion gik ned i 1960'erne men var stadig betragtelig, og han blev interesseret i miljøspørgsmål. Han skrev indtil sin død, og hans sidste roman er Delta Connection fra 1996.
Innes' hovedpersoner er ofte ikke "helte" i ordets gængse betydning – hvilket var udsædvanligt inden for thriller-genren – men derimod almindelige mænd, der pludselig befinder sig i ekstreme situationer. Dette omfatter ofte barske omgivelser (Arktis, det åbne hav, ørkener) eller at blive indblandet i en større konflikt eller sammensværgelse. Almindeligvis er hovedpersonen tvunget til at forlade sig på egne evner og få det bedste ud af begrænsende ressourcer, snarere end våben og andet udstyr, der normalt benyttes af thriller-forfattere.
Fire af hans tidlige romaner blev filmatiseret: Snowbound fra 1948 og baseret på romanen The Lonely Skier (dansk titel Mord i sneen), Hell Below Zero (dansk titel Sydhavets vovehalse) fra 1954 og baseret på The White South (dansk titel S.O.S fra "Sydkorset"), Campbell's Kingdom (dansk titel Ødemarkens hemmelighed) fra 1952 og baseret på bogen af samme navn (dansk titel Ødemarkens hemmelighed), samt The Wreck of the Mary Deare (dansk titel Mary Deares forlis) fra 1959, også baseret på bogen af samme navn (dansk titel Kampen om Mary Deare). Desuden blev hans roman fra 1973, Golden Soak lavet som en tv-serie i seks dele i 1979.
Hans store kærlighed til og erfaring med havet blev afspejlet i mange romaner. Det betød også, at boet efter hans død gik til Association of Sea Training Organisations.

## Romaner
- The Doppelganger (1937)
- Air Disaster (1937)
- Sabotage Broadcast (1938)
- All Roads Lead to Friday (1939)
- Wreckers Must Breathe (1940 – dansk titel Ubåd søger natkvarter)
- The Trojan Horse (1940)
- Attack Alarm (1941)
- Dead and Alive (1946)
- Killer Mine (1947 – dansk titel Dødsfælden)
- The Lonely Skier (1947 – dansk titel Mord i sneen)
- The Blue Ice (1948)
- Maddon’s Rock (1948 – dansk titel S/S Trikkala svarer ikke)
- The White South (1949 – dansk titel S.O.S fra "Sydkorset")
- The Angry Mountain (1950 – dansk titel Vredens vulkan)
- Air Bridge (1951 – dansk titel Luftbroen)
- Campbell’s Kingdom (1952 – dansk titel Ødemarkens hemmelighed)
- The Strange Land (1954 – dansk titel Det gådefulde land)
- The Wreck of the Mary Deare (1956 – dansk titel Kampen om Mary Deare)
- The Land God Gave to Cain (1958 – dansk titel Landet Gud gav Kain)
- The Doomed Oasis (1960 – dansk titel Den dømte oase)
- Atlantic Fury (1962 – dansk titel Storm over Atlanten)
- The Strode Venturer (1965 – dansk titel Vulkanøen)
- Levkas Man (1971)
- Golden Soak (1973)
- North Star (1975 – dansk titel North Star)
- The Big Footprints (1977)
- Solomons Seal (1980 – dansk titel Salomons sæl)
- The Black Tide (1982 – dansk titel Sort tidevand)
- High Stand (1985 – dansk titel Tømmer
- Medusa (1988 – dansk titel Medusa)
- Isvik (1991)
- Target Antarctica (1993)
- Delta Connection (1996)
- The Last Voyage: Captain Cook’s Lost Diary (1978)

Denne artikel er en oversættelse af artiklen Hammond Innes på den engelske Wikipedia. 